# Droga wojewódzka 852
Die Droga wojewódzka 852 (DW852) ist eine 34 Kilometer lange Droga wojewódzka (Woiwodschaftsstraße) in der Woiwodschaft Lublin in Polen. Die Strecke in den Powiaten Tomaszowski und Hrubieszowski verbindet zwei weitere Woiwodschaftsstraßen.
Die DW852 verläuft bis Nowosiółki in östlicher Richtung von Chełm nach Hrubieszów, dort wendet sie sich nach Norden und verläuft bis Witków parallel der Grenze zur Ukraine.

## Streckenverlauf
Woiwodschaft Lublin, Powiat Tomaszowski
-  Józefówka (DW850)
-  Łaszczów
-  Telatyn

Woiwodschaft Lublin, Powiat Hrubieszowski
-  Nowosiółki
-  Witków (DW844)